# Mamadou Baldé
Mamadou Papys Baldé (ur. 12 grudnia 1985 w Vélingarze) – senegalski piłkarz występujący na pozycji obrońcy. W 2010 roku wystąpił w reprezentacji Gwinei Równikowej.
Jest wychowankiem senegalskiego Génération Foot. W 2002 roku przeszedł do francuskiego klubu Girondins Bordeaux, gdzie grał w rezerwach. W lipcu 2006 roku został wypożyczony na rok do Legii Warszawa. Swój pierwszy mecz w polskiej lidze rozegrał 5 sierpnia 2006 przeciwko Groclinowi Grodzisk Wielkopolski. Po powrocie do Francji, w latach 2007-2009, występował w klubie Clermont Foot Auvergne. W 2010 roku przeszedł do Langon-Castets FC.